# Trichodorus primitivus
Trichodorus primitivus är en rundmaskart. Trichodorus primitivus ingår i släktet Trichodorus, och familjen Trichodoridae. Arten är reproducerande i Sverige.